# Iijima Kazuhisa
Kazuhisa Iijima (sinh ngày 6 tháng 1 năm 1970) là một cầu thủ bóng đá người Nhật Bản.

## Sự nghiệp câu lạc bộ
Kazuhisa Iijima đã từng chơi cho Nagoya Grampus Eight, Kawasaki Frontale và Avispa Fukuoka.